# Жолимбет (рудник)
Жолимбет (рудник) – гірничодобувне підприємство в Акмолинській області Казахстану, які здійснює розробку однойменного золотого родовища.
Родовище Жолимбет відкрили у 1932-му і вже в 1933-му почали його розробку. Розробка велась відкритим та підземним способами на двох дещо відокремлених площах, які у підсумку отримали наступне облаштування:
- Центральній з шахтами «Центральна» (пройдена до глибини у 480 метрів), «Глибока» (досягнула глибину у 1018 метрів, станом на початок 2020-х була затоплена нижче від горизонту 800 метрів), «Вентиляційна» (пройдена до глибини у 1010 метрів), №2, №5, №6, №8, №11, а також кар’єром шахти №5 (досягнув глибини у 70 метрів), кар’єром шахти №6 та кар’єром зони Діоритова дайка (відпрацьований до глибини у 115 метрів). При цьому вода з глибоких горизонтів шахт №2, №8 та №11 надходила по квершлагам до горизонту 640 метрів шахти «Центральна», через яку і здійснювалось її відкачування;
- Південну з шахтами «Вентиляційна», «Південна», №14 (відпрацьовані до глибини у 500 метрів), а також №9 (у середині 1960-х пройдена до глибини 40 метрів).
З 1953-го руда проходила переробку на зведеній на руднику фабриці з вилучення золота. 
З крахом планової економіки рудник зустрівся з серйозними проблемами та зупинився. При цьому в 1999-му права на розробку Жолимбет отримала компанія «Казахалтин», яку в 2018-му придбала компанія «Алтиналмас», що володіє золоторудними копальнями у ряді регіонів Казахстану (рудники Аксу, Бестобе, Акбакай, Пустельний, Долинний, Секісовсіький). 
В 2000 році гірничі роботи на Жолимбет відновили. Рудник міг переробляти 0,5 (за іншими даними – 0,33) млн тон руди із випуском до 1,2 тон золота. 
У 2017-му на Жолимбет запустили нову збагачувальну фабрику для переробки техногенних відвалів потужністю 2,2 млн тон на рік. Проект був розрахований на кілька років, за які мали вилучити 4 тони золота. 
В 2021-му первісно заплановані для переробки відвали були відпрацьовані, проте призначену для роботи з ними збагачувальну фабрику не закрили, а модернізували і знову ввели в дію у 2022-му. Після модернізації вона отримала можливість щорічно переробляти до 650 тисяч тон руди із випуском сплаву Доре та до 4 млн тон відвалів (за проектом їх вторинної переробки) із випуском золотовмісного вугілля, яке відправляється на фабрику з вилучення золота в Аксу. Водночас, запущену ще в 1950-х роках стару збагачувальну фабрику зупинили.
Станом на початок 2020-х роботи велись на площі Центральна, де діяли кар’єр шахти №5, кар’єр шахти №6 та шахта «Центральна».